# Pomoc środowiskowa
Pomoc środowiskowa - jest to pomoc pieniężna i niepieniężna przyznawana osobom mającym problemy z samodzielnym funkcjonowaniem w środowisku.

Pomoc ta obejmuje:
- świadczenia pieniężne
 a) zasiłek stały - świadczenie obligatoryjne przysługujące każdej osobie niezdolnej do pracy lub niepełnosprawnej (na podstawie art. 37 ustawy o pomocy społecznej)
 b) zasiłek okresowy - świadczenie przysługujące osobom lub rodzinom pozbawionych dochodów lub o dochodach niższych od ustawowego kryterium oraz o zasobach pieniężnych niewystarczających na zapewnienie podstawowych potrzeb życiowych (art. 38 ustawy o pomocy społecznej) 
 c) zasiłek celowy - świadczenie otrzymywane na zaspokojenie podstawowych potrzeb bytowych, np. na leki, opał, odzież itp. (art. 39 ustawy o pomocy społecznej)
- świadczenia niepieniężne
 a)praca socjalna
 b) składki na ubezpieczenie zdrowotne i społeczne
 c) pomoc rzeczowa - udostępnienie maszyn i narzędzi stwarzających możliwości samodzielnego zarabiania i utrzymywania się (art. 43 ustawy o pomocy społecznej)
 d) usługi opiekuńcze - pomoc w zaspokojeniu podstawowych potrzeb życiowych, opieka higieniczna, pielęgnacja
 e) pomoc w uzyskaniu warunków mieszkaniowych
 f) pomoc w domach pomocy społecznej - umieszczenie w domu pomocy społecznej